# Eschbach-au-Val
Eschbach-au-Val est une commune française située dans la circonscription administrative du Haut-Rhin et, depuis le 1er janvier 2021, dans le territoire de la Collectivité européenne d'Alsace, en région Grand Est.
Cette commune se trouve dans la région historique et culturelle d'Alsace.

## Géographie

### Localisation
Eschbach-au-Val fait partie du canton de Wintzenheim et de l'arrondissement de Colmar-Ribeauvillé.
C'est une des 188 communes du parc naturel régional des Ballons des Vosges.
|                         | Munster         |                  |
| Luttenbach-près-Munster | Eschbach-au-Val | Griesbach-au-Val |
|                         |                 | Wasserbourg      |

### Hydrographie
La commune est dans le bassin versant du Rhin au sein du bassin Rhin-Meuse. Elle est drainée par le ruisseau de Eschbach-Au-Val,.

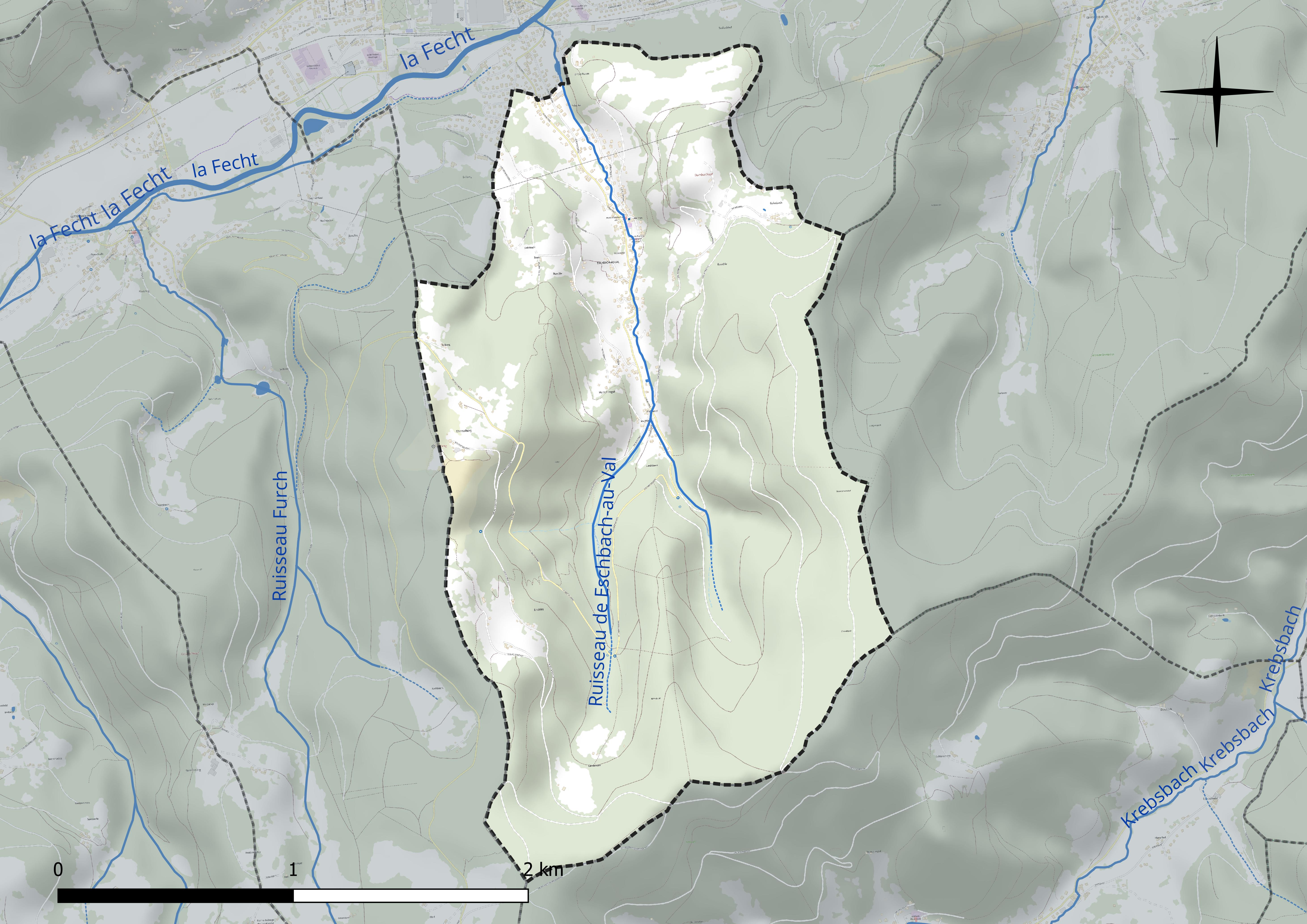
Réseau hydrographique d'Eschbach-au-Val.

### Climat
Pour des articles plus généraux, voir Climat du Grand Est et Climat du Haut-Rhin.
En 2010, le climat de la commune est de type climat de montagne, selon une étude du Centre national de la recherche scientifique s'appuyant sur une série de données couvrant la période 1971-2000. En 2020, Météo-France publie une typologie des climats de la France métropolitaine dans laquelle la commune est exposée à un climat semi-continental et est dans la région climatique  Vosges, caractérisée par une pluviométrie très élevée (1 500 à 2 000 mm/an) en toutes saisons et un hiver rude (moins de 1 °C). 
Pour la période 1971-2000, la température annuelle moyenne est de 9,5 °C, avec une amplitude thermique annuelle de 16,9 °C. Le cumul annuel moyen de précipitations est de 1 357 mm, avec 11,6 jours de précipitations en janvier et 10,5 jours en juillet. Pour la période 1991-2020, la température moyenne annuelle observée sur la station météorologique de Météo-France la plus proche, « Munster_sapc », sur la commune de Munster à 1 km à vol d'oiseau, est de 10,4 °C et le cumul annuel moyen de précipitations est de 1 053,5 mm. 
La température maximale relevée sur cette station est de 38,3 °C, atteinte le 5 juillet 2015 ; la température minimale est de −19 °C, atteinte le 20 décembre 2009,,. 
Les paramètres climatiques de la commune ont été estimés pour le milieu du siècle (2041-2070) selon différents scénarios d'émission de gaz à effet de serre à partir des nouvelles projections climatiques de référence DRIAS-2020. Ils sont consultables sur un site dédié publié par Météo-France en novembre 2022.

## Urbanisme

### Typologie
Au 1er janvier 2024, Eschbach-au-Val est catégorisée commune rurale à habitat dispersé, selon la nouvelle grille communale de densité à sept niveaux définie par l'Insee en 2022.
Elle appartient à l'unité urbaine de Munster, une agglomération intra-départementale regroupant dix  communes, dont elle est une commune de la banlieue,,. Par ailleurs la commune fait partie de l'aire d'attraction de Colmar, dont elle est une commune de la couronne,. Cette aire, qui regroupe 95 communes, est catégorisée dans les aires de 50 000 à moins de 200 000 habitants,.

### Occupation des sols
L'occupation des sols de la commune, telle qu'elle ressort de la base de données européenne d’occupation biophysique des sols Corine Land Cover (CLC), est marquée par l'importance des forêts et milieux semi-naturels (66,3 % en 2018), une proportion sensiblement équivalente à celle de 1990 (67,1 %). La répartition détaillée en 2018 est la suivante : 
forêts (66,3 %), zones agricoles hétérogènes (22,1 %), prairies (7,2 %), zones urbanisées (4,4 %). L'évolution de l’occupation des sols de la commune et de ses infrastructures peut être observée sur les différentes représentations cartographiques du territoire : la carte de Cassini (XVIIIe siècle), la carte d'état-major (1820-1866) et les cartes ou photos aériennes de l'IGN pour la période actuelle (1950 à aujourd'hui).

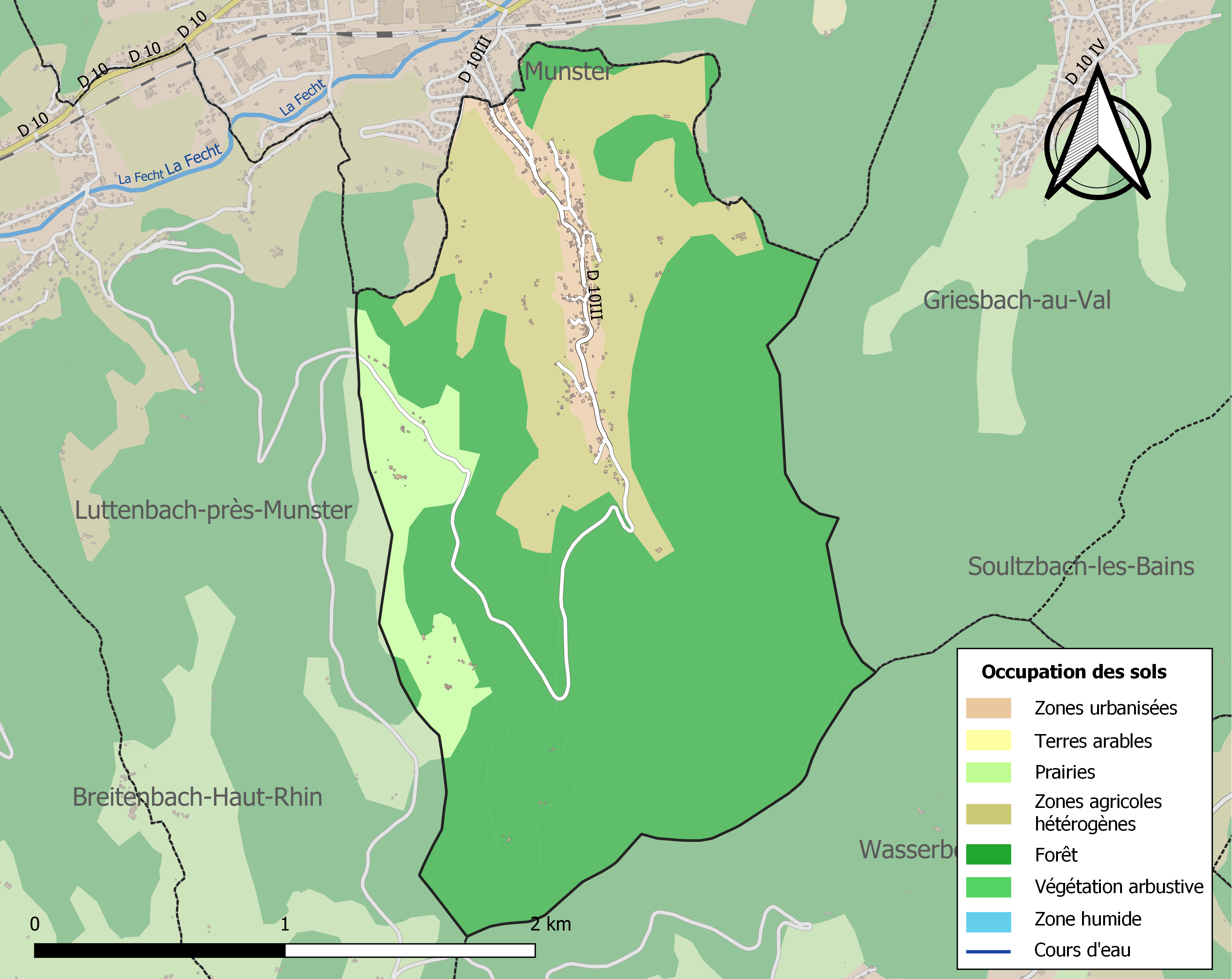
Carte des infrastructures et de l'occupation des sols de la commune en 2018 (CLC).

### Lieux-dits, hameaux et écarts
- Erschlit ;
- Solberg.

## Histoire
C'est au cours du XIIIe siècle qu'Eschbach-au-Val est mentionné dans des documents d'archives conservés à Munster. Le village naît et se développe à l'ombre de l'abbaye de bénédictine Saint-Grégoire. En 1287, il fait partie de la communauté d'habitants du val et de la ville de Munster, qui perdure jusqu'en 1847.
La situation géographique du village, dans un vallon latéral de la vallée de la Fecht, a permis à Eschbach-au-Val d'échapper aux destructions de la Première Guerre mondiale.

## Politique et administration

### Découpage territorial
La commune d'Eschbach-au-Val est membre de la communauté de communes de la Vallée de Munster, un établissement public de coopération intercommunale (EPCI) à fiscalité propre créé le 30 mai 1996 dont le siège est à Munster. Ce dernier est par ailleurs membre d'autres groupements intercommunaux.
Sur le plan administratif, elle est rattachée à l'arrondissement de Colmar-Ribeauvillé, à la circonscription administrative de l'État du Haut-Rhin, en tant que circonscription administrative de l'État, et à la région Grand Est. 
Sur le plan électoral, elle dépendait jusqu'en 2020 du  canton de Wintzenheim pour l'élection des conseillers départementaux au sein du conseil départemental du Haut-Rhin. Depuis le 1er janvier 2021, elle dépend du même canton pour l'élection des conseillers d'Alsace au sein de la collectivité européenne d'Alsace.

### Finances communales
En 2014, le budget de la commune était constitué ainsi :
- total des produits de fonctionnement : 347 000 €, soit 898 € par habitant ;
- total des charges de fonctionnement : 258 000 €, soit 668 € par habitant ;
- total des ressources d'investissement : 291 000 €, soit 751 € par habitant ;
- total des emplois d'investissement : 473 000 €, soit 1 223 € par habitant ;
- endettement : 262 000 €, soit 676 € par habitant.

Avec les taux de fiscalité suivants :
- taxe d'habitation : 9,55 % ;
- taxe foncière sur les propriétés bâties : 12,43 % ;
- taxe foncière sur les propriétés non bâties : 80,81 % ;
- taxe additionnelle à la taxe foncière sur les propriétés non bâties : 0,00 % ;
- cotisation foncière des entreprises : 0,00 %.

## Équipements et services publics

### Enseignement
Jusqu’au début des années 1860, les enfants d’Eschbach vont à l’école de Munster, la commune contribuant en proportion à la rémunération des instituteurs munstériens. Du fait de l’augmentation de la population communale, une école est construite en 1862. Sa mise en service est toutefois retardée à 1863 en raison d’un litige entre protestants et catholiques sur la nomination de l’instituteur, chacun souhaitant imposer son candidat.
En 2023, Eschbach fait partie d’un regroupement pédagogique avec les communes de Griesbach et Gunsbach. La commune assure l’enseignement préélémentaire, avec quarante-sept élèves répartis en deux classes. L’enseignement primaire est assuré à Griesbach pour le CP et le CE1, puis à Gunsbach pour le CE2, le CM1 et le CM2,. Pour l’enseignement secondaire général, les établissements les plus proches sont le collège Frédéric Hartmann et le lycée général Frédéric Kirschleger, tous deux situés à Munster. Pour l’enseignement secondaire professionnel, les établissements les plus proches sont le lycée polyvalent Lazare de Schwendi à Ingersheim et le lycée horticole du Pflixbourg à Wintzenheim.

## Population et société

### Démographie
L'évolution du nombre d'habitants est connue à travers les recensements de la population effectués dans la commune depuis 1800. Pour les communes de moins de 10 000 habitants, une enquête de recensement portant sur toute la population est réalisée tous les cinq ans, les populations de référence des années intermédiaires étant quant à elles estimées par interpolation ou extrapolation. Pour la commune, le premier recensement exhaustif entrant dans le cadre du nouveau dispositif a été réalisé en 2006.

En 2022, la commune comptait 377 habitants, en évolution de +4,43 % par rapport à 2016 (Haut-Rhin : +0,66 %, France hors Mayotte : +2,11 %).
| 1800 | 1806 | 1821 | 1831 | 1836 | 1841 | 1846 | 1851 | 1856 |
| ---- | ---- | ---- | ---- | ---- | ---- | ---- | ---- | ---- |
| 232  | 314  | 385  | 522  | 487  | 505  | 510  | 491  | 445  |

| 1861 | 1866 | 1871 | 1875 | 1880 | 1885 | 1890 | 1895 | 1900 |
| ---- | ---- | ---- | ---- | ---- | ---- | ---- | ---- | ---- |
| 443  | 466  | 473  | 414  | 497  | 487  | 473  | 439  | 473  |

| 1905 | 1910 | 1921 | 1926 | 1931 | 1936 | 1946 | 1954 | 1962 |
| ---- | ---- | ---- | ---- | ---- | ---- | ---- | ---- | ---- |
| 493  | 469  | 503  | 430  | 409  | 375  | 331  | 338  | 382  |

| 1968 | 1975 | 1982 | 1990 | 1999 | 2006 | 2011 | 2016 | 2021 |
| ---- | ---- | ---- | ---- | ---- | ---- | ---- | ---- | ---- |
| 410  | 410  | 373  | 375  | 372  | 386  | 374  | 361  | 373  |

| 2022 | - | - | - | - | - | - | - | - |
| ---- | - | - | - | - | - | - | - | - |
| 377  | - | - | - | - | - | - | - | - |

## Culture locale et patrimoine

### Lieux et monuments
- Mairie-école[29].

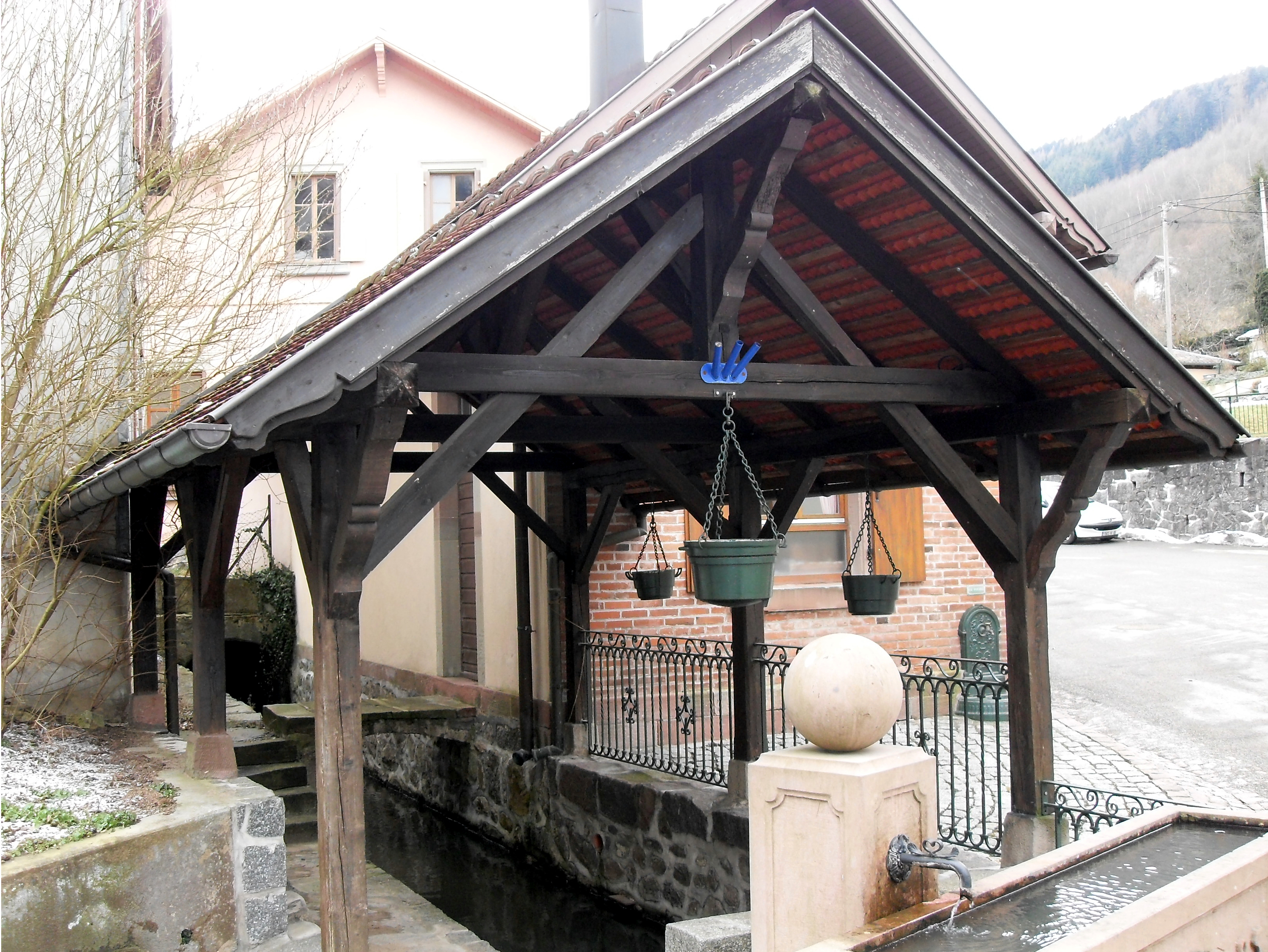
L'ancien lavoir.

- Le Dorfhüss (maison du village – salle des fêtes).
- Ancien lavoir du XIXe siècle[30].
- Maison traditionnelle du XVIIIe siècle.
- Monument aux morts[31].
- Le sentier Émile Hertzog.

### Personnalités liées à la commune
Pierre de Coubertin a publié l'Ode au sport sous le pseudonyme de Georges Hohrod et M. Eschbach.

### Héraldique
| Blason d'Eschbach-au-Val | Les armes d'Eschbach-au-Val se blasonnent ainsi : « D'argent à la branche de frêne de sinople. » |